# Turing Pharmaceuticals
Turing Pharmaceuticals — фармацевтическая компания, реализующая два продукта: Daraprim (пириметамин) для лечения токсоплазмоза и Vecamyl (мекамиламина гидрохлорид) для лечения гипертонической болезни. Компания подверглась широкой критике за повышение цен на Daraprim более чем на 5000 % после того, как приобрела права на препарат в 2015 году. Компания названа в честь британского математика Алана Тьюринга.

## Скандал
Turing Pharmaceuticals была основана в феврале 2015 года Мартином Шкрели (англ. Martin Shkreli) путём приобретения трёх крупных активов у компании Retrophin (создана Мартином Шкрели как портфельный актив фонда MSMB Capital Management), занимавшейся лекарствами от редких болезней: назальная форма кетамина, назальный окситоцин и Vecamyl. В августе 2015 года компания приобрела у Impax Laboratories маркетинговые права на Daraprim.
В сентябре 2015 года Turing подняла цену на Daraprim с $13.50 до $750 за одну таблетку. Данное увеличение вызвало шквал критики в адрес компании с разных сторон, включая представителей фармацевтической промышленности.
18 декабря 2015 года, после того, как Шкрели арестовали, по обвинению в обмане инвесторов своего бывшего хедж-фонда, он ушёл в отставку с поста генерального директора Turing Pharmaceuticals.

## Дараприм
Daraprim это торговое название препарата пириметамин, который в сочетании с сульфаниламидом применяется для лечения токсоплазмоза у пациентов со слабой иммунной системой (ВИЧ-инфицированные, онкобольные, прошедшие курсы химиотерапии, получившие трансплантацию органов и др.). Он применяется с 1953 года. Во время покупки прав на Daraprim Turing Pharmaceuticals так же объявила о планах инвестировать в научно-исследовательскую работу над новыми препаратами от токсоплазмоза, которые превосходят Daraprim.
В ответ на критику по поводу повышения цен в сентябре 2015, Turing Pharmaceuticals опубликовала различные инициативы, облегчающие пациентам доступ к дараприму, а в ноябре 2015 года компания снизила цену на Daraprim для больниц до 50 % от увеличенного уровня. Несмотря на эти частичные уступки, исходное повышение цен, как сообщается в меморандуме комитета Палаты представителей США по надзору и правительственной реформе от 2 февраля 2016 года, в результате приобретения компанией Turing Pharmaceuticals прав на Daraprim, препарат из легкодоступного перешёл в категорию чрезмерно дорогих.

## Vecamyl
Vecamyl в настоящее время показан для лечения гипертонии. Turing Pharmaceuticals работает над расширением перечня показаний для Vecamyl.

## Прочие препараты

### Syntocinon
Это раствор окситоцина для назального применения, также называемый TUR-001. Название Syntocinon является составным словом от synthetic oxytocin (синтетический окситоцин), был впервые представлен швейцарской фармацевтической компанией Sandoz в 1956 году. Продукт получил одобрение от FDA в 1960 году для стимуляции лактации в раннем послеродовом периоде, но его производство было прекращено компанией Novartis в 1997 году из-за плохих продаж. В декабре 2013 гогда компания Retrophin получила лицензию на этот продукт от компании Novartis для того, чтоб вернуть его на рынок как препарат, стимулирующий лактацию, а также оценить его использование при лечении шизофрении и аутизма.

### TUR-002
Turing Pharmaceuticals разрабатывает кетамин для интраназального введения, который планируется применять для лечения суицидальных проявлений.

### TUR-004
Это препарат для лечения судорожного синдрома, связанного с тяжёлой эпилепсией, находится в стадии разработки. Turing Pharmaceuticals подала заявку на TUR-004 в IND в октябре 2015 года. FDA способствовала его быстрому рассмотрению по программе FDA Fast Track Development Program. Клинические испытания TUR-004 фазы I для эпилептических энцефалопатий начались в ноябре 2015 года.

### Другие продукты в разработке
Turing Pharmaceuticals также работает над TRP-001 для гликогенозов, TRP-002 для расстройств психологического развития, TRP-003 для лейкодистрофий (дегенерации белого вещества головного мозга), TRP-004 для токсоплазмоза, TRP-005 для эпилептической энцефалопатии, и TRP-011 для врождённых метаболических расстройств.